# Domaine de Takada

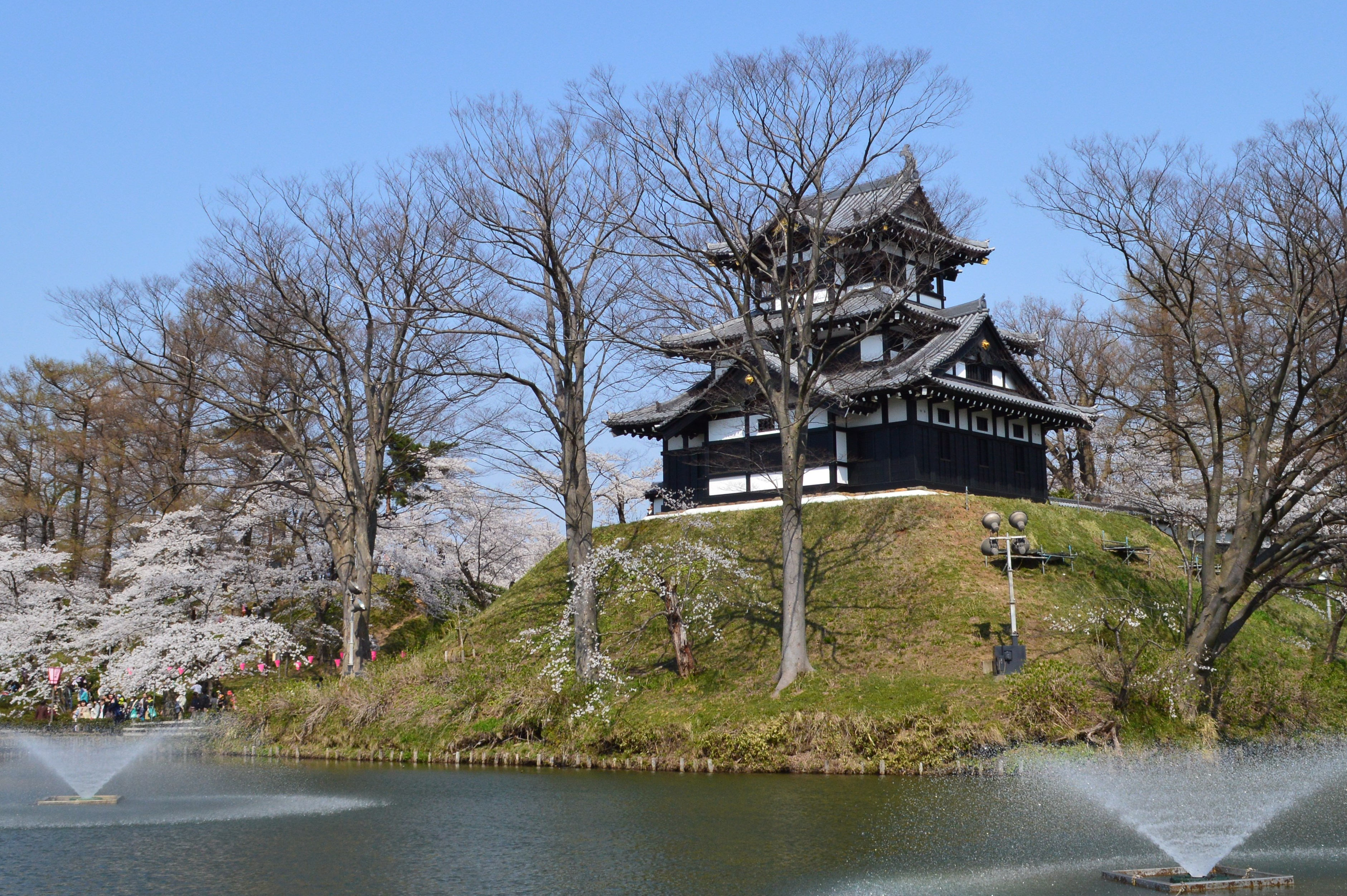
Yagura du château de Takada, centre administratif du domaine de Takada.

Le domaine de Takada (高田藩, Takada-han) est un fief féodal japonais de l'époque d'Edo situé dans la province d'Echigo (actuelle préfecture de Niigata). Il était dirigé à partir du château de Takada dans l'actuelle ville de Jōetsu,. Il est également appelé « domaine de Fukushima » (福嶋藩, Fukushima-han).

## Histoire
Durant la période Sengoku, la région autour de Takada est contrôlée par le clan Uesugi. Après que Toyotomi Hideyoshi a transféré Uesugi Kagekatsu à Aizu, il offre la région à son général Hori Hideharu, qui s'est distingué au cours de plusieurs batailles. Durant la bataille de Sekigahara, il rejoint le camp de Tokugawa Ieyasu. Cependant, la province d'Echigo étant peuplée de nombreux partisans et anciens serviteurs du clan Uesugi, il reçoit l'ordre de rester sur place pour maintenir l'ordre. Après l'établissement du shogunat Tokugawa, son fils, Hori Tadatoshi, connait de nombreux problèmes avec les révoltes paysannes, les disputes religieuses et les problèmes familiaux internes qui provoquent sa disgrâce et son exil. Il est remplacé par Matsudaira Tadateru, le 6e fils de Tokugawa Ieyasu, qui construit le château de Takada. Cependant, il est dépossédé de ses terres en 1616 après être tombé en disgrâce auprès de Tokugawa Hidetada lors du siège d'Osaka. Une branche cadette du clan Sakai dirige brièvement le domaine de Takada de 1616 à 1618, suivi par Matsudaira Tadamasa de 1619 à 1623. Le domaine est ensuite offert à Matsudaira Mitsunaga, issu d'une autre branche du même clan Echizen-Matsudaira, de 1618 à 1681. Cela permet au domaine de connaître une période stable. Il est cependant également dépossédé de ses terres à la suite d'une o-ie sōdō (dispute familiale). Le domaine est ensuite dirigé directement par le shogunat de 1681 à 1685.
Il est recréé en 1685 par Inaba Masamichi, qui le dirige jusqu'à son transfert au domaine de Sakura en 1707. Il est suivi par Toda Tadazane, anciennement au domaine de Sakura, qui dirige jusqu'à son transfert au domaine d'Utsunomiya en 1710. Le domaine de Takada est ensuite offert à une branche cadette du clan Hisamatsu-Matsudaira, qui dirige sans incident de 1710 à 1741 quand il est transféré au domaine de Shirakawa.
Une branche cadette du clan Sakakibara est ensuite installée en 1741 et dirige jusqu'à la restauration de Meiji de 1868. Durant la guerre de Boshin, le domaine rejoint la cause impériale, et après la bataille d'Aizu, de nombreux d'anciens samouraïs d'Aizu sont exilés à Takada. Le chef du clan Sakakibara reçoit le titre de vicomte selon le système de noblesse kazoku.

## Possessions à la fin de l'époque d'Edo
Comme la plupart des domaines japonais, Takada est composé de plusieurs territoires discontinus dont la valeur kokudaka est fondée sur une estimation périodique du potentiel agricole,.
- Province d'Echigo
  - 614 villages dans le district de Kubiki
  - 1 village dans le district de Kariwa

- Province de Mutsu (Iwaki)
  - 23 villages dans le district de Shirakawa
  - 12 villages dans le district d'Ishikawa

- Province de Mutsu (Iwashiro)
  - 24 villages dans le district d'Iwase

## Liste des daimyōs
| #                                           | Nom                             | Règne     | Titre de courtoisie                         | Rang de cour            | Kokudaka     | Notes                                   |
| ------------------------------------------- | ------------------------------- | --------- | ------------------------------------------- | ----------------------- | ------------ | --------------------------------------- |
| Clan Hori (tozama) 1598-1610                |                                 |           |                                             |                         |              |                                         |
| 1                                           | Hori Hideharu (堀秀治)          | 1598-1606 | Saemon-no-sho (左衛門督) ; jijū (侍従)      | 5e inférieur (従五位下) | 450 000 koku |                                         |
| 2                                           | Hori Tadatoshi (堀忠俊)         | 1606-1610 | Inconnu                                     | 5e inférieur (従五位下) | 450 000 koku | Dépossédé                               |
| Clan Matsudaira (shimpan) 1610-1616         |                                 |           |                                             |                         |              |                                         |
| 1                                           | Matsudaira Tadateru (松平忠輝)  | 1610-1616 | Saemon-no-sho (左衛門督)                    | 4e inférieur (従四位下) | 750 000 koku | Dépossédé                               |
| Clan Sakai (fudai) 1616-1619                |                                 |           |                                             |                         |              |                                         |
| 1                                           | Sakai Ietsugu (酒井家次)        | 1616-1618 | Saemon-no-sho (左衛門督)                    | 5e inférieur (従五位下) | 100 000 koku | Transféré depuis le domaine de Takasaki |
| 2                                           | Sakai Tadakatsu (酒井忠勝)      | 1616-1619 | Kunai-no-taiyu (宮内大輔)                   | 4e inférieur (従四位下) | 100 000 koku | Transféré au domaine de Matsushiro      |
| Clan Matsudaira (shimpan) 1618-1623         |                                 |           |                                             |                         |              |                                         |
| 1                                           | Matsudaira Tadamasa (松平忠昌)  | 1618-1623 | Iyo-no-kami (伊予守)                        | 5e inférieur (従五位下) | 259 000 koku | Transféré au domaine de Fukui           |
| Clan Matsudaira (shimpan) 1624-1681         |                                 |           |                                             |                         |              |                                         |
| 1                                           | Matsudaira Mitsunaga (松平光長) | 1624-1681 | Echigo-no-kami (越後守) ; chunagon (権中将) | 3e (従三位)             | 260 000 koku | Dépossédé                               |
| Tenryō 1681-1685                            |                                 |           |                                             |                         |              |                                         |
| Clan Inaba (fudai) 1686-1701                |                                 |           |                                             |                         |              |                                         |
| 1                                           | Inaba Masamichi (稲葉正往)      | 1686-1701 | Tango-no-kami (丹後守) ; jijū (侍従)        | 4e inférieur (従四位下) | 103 000 koku | Transféré au domaine de Sakura          |
| Clan Toda (fudai) 1701-1710                 |                                 |           |                                             |                         |              |                                         |
| 1                                           | Toda Tadazane (戸田忠真)        | 1701-1710 | Yamashiro-no-kami (山城守) ; jijū (侍従)    | 4e inférieur (従四位下) | 68 000 koku  | Transféré au domaine d'Utsunomiya       |
| Clan Hisamatsu-Matsudaira (fudai) 1710-1741 |                                 |           |                                             |                         |              |                                         |
| 1                                           | Matsudaira Sadashige (松平定重) | 1710-1712 | Etchu-no-kami (越中守)                      | 5e inférieur (従五位下) | 113 000 koku | Transféré depuis le domaine de Kuwana   |
| 2                                           | Matsudaira Sadamichi (松平定逵) | 1712-1718 | Inaba-no-kami (因幡守)                      | 5e inférieur (従五位下) | 113 000 koku |                                         |
| 3                                           | Matsudaira Sadateru (松平定輝)  | 1718-1725 | Etchu-no-kami (越中守)                      | 5e inférieur (従五位下) | 113 000 koku |                                         |
| 4                                           | Matsudaira Sadamori (松平定儀)  | 1725-1727 | Etchu-no-kami (越中守)                      | 5e inférieur (従五位下) | 113 000 koku |                                         |
| 5                                           | Matsudaira Sadayoshi (松平定賢) | 1727-1741 | Etchu-no-kami (越中守)                      | 5e inférieur (従五位下) | 113 000 koku | Transféré au domaine de Shirakawa       |
| Clan Sakakibara (fudai) 1741-1871           |                                 |           |                                             |                         |              |                                         |
| 1                                           | Sakakibara Masazumi (榊原政純)  | 1741-1744 | Etchu-no-kami (越中守)                      | 5e inférieur (従五位下) | 150 000 koku | Transféré depuis le domaine de Himeji   |
| 2                                           | Sakakibara Masanaga (榊原政永)  | 1744-1789 | Shikibu-no-sho (式部大輔) ; jijū (侍従)     | 4e inférieur (従四位下) | 150 000 koku |                                         |
| 3                                           | Sakakibara Masaatsu (榊原政敦)  | 1789-1810 | Shikibu-no-sho (式部大輔) ; jijū (侍従)     | 4e inférieur (従四位下) | 150 000 koku |                                         |
| 4                                           | Sakakibara Masanori (榊原政令)  | 1810-1827 | Omi-no-kami (遠江守)                        | 4e inférieur (従四位下) | 150 000 koku |                                         |
| 5                                           | Sakakibara Masakiyo (榊原政養)  | 1827-1839 | Ukyo-daifu (右京大夫)                       | 4e inférieur (従四位下) | 150 000 koku |                                         |
| 6                                           | Sakakibara Masachika (榊原政愛) | 1839-1861 | Shikibu-no-sho (式部大輔) ; jijū (侍従)     | 4e inférieur (従四位下) | 150 000 koku |                                         |
| 7                                           | Sakakibara Masataka (榊原政敬)  | 1861-1871 | Shikibu-no-sho (式部大輔) ; jijū (侍従)     | 4e inférieur (従四位下) | 150 000 koku | Vicomte                                 |